# Liste der Biografien/Toy
Liste der Biografien |
Portal Biografien |
Personensuche
# |
A |
B |
C |
D |
E |
F |
G |
H |
I |
J |
K |
L |
M |
N |
O |
P |
Q |
R |
S |
T |
U |
V |
W |
X |
Y |
Z |
?
 
Ta |
Tc |
Te |
Tf |
Tg |
Th |
Ti |
Tj |
Tk |
Tl |
Tm |
To |
Tq |
Tr |
Ts |
Tu |
Tv |
Tw |
Tx |
Ty |
Tz
 
Toa |
Tob |
Toc |
Tod |
Toe |
Tof |
Tog |
Toh |
Toi |
Toj |
Tok |
Tol |
Tom |
Ton |
Too |
Top |
Toq |
Tor |
Tos |
Tot |
Tou |
Tov |
Tow |
Tox |
Toy |
Toz
Die Liste der Biografien führt alle Personen auf, die in der deutschsprachigen Wikipedia einen Artikel haben. Dieses ist eine Teilliste mit 72 Einträgen von Personen, deren Namen mit den Buchstaben „Toy“ beginnt.

## Toy
- Toy Wang Yi (* 1993), chinesischer Rapper
- Toy, Camden (1955–2023), US-amerikanischer Schauspieler
- Toy, Crawford Howell (1836–1919), US-amerikanischer Theologe und Hebraist

### Toya
- Toya, Juan Marcelo (* 1982), uruguayischer Fußballspieler
- Toya, Shigeko, japanische Jazzmusikerin
- Tōya, Toshiki (* 1997), japanischer Fußballspieler
- Tōyama, Ema (* 1981), japanische Mangaka
- Toyama, Haruki (* 2003), japanischer Fußballspieler
- Tōyama, Kagemoto (1793–1855), japanischer Stadtkommissar
- Toyama, Kametarō (1867–1918), japanischer Genetiker und Seidenraupenzüchter
- Toyama, Kanken (1888–1966), japanischer Karateka, Entwickler der Karate-Auffassung Shudokan
- Toyama, Masakazu (1848–1900), japanischer Pädagoge und Politiker
- Tōyama, Mitsuru (1855–1944), japanischer Nationalist, Panasianist, Gründer der ultranationalistischen politischen Organisation Gen’yōsha
- Toyama, Ryō (* 1994), japanischer Fußballspieler
- Tōyama, Shōji (* 2002), japanischer Fußballspieler
- Toyama, Yoshio (* 1944), japanischer Jazzmusiker
- Toyama, Yūzō (1931–2023), japanischer Komponist und Dirigent
- Toyax (* 1981), niederländischer Trance-DJ und -Produzent

### Toyb
- Toybina, Marina, US-amerikanische Kostüm- und Modedesignerin

### Toyc
- Toýçyýew, Hojamuhammet (* 1992), turkmenischer Gewichtheber

### Toye
- Toye, Wendy (1917–2010), britische Regisseurin, Schauspielerin und Choreografin
- Toyen (1902–1980), tschechische Malerin des Surrealismus

### Toyf
- Toyfl, Peter (* 1941), österreichischer Eisschnellläufer

### Toyg
- Toygün, Nuri (* 1943), türkischer Fußballspieler

### Toyi
- Toyin, Neyiči (1557–1653), mongolischer Geistlicher und Missionar des Buddhismus

### Toyk
- Toyka, Klaus (* 1945), deutscher Neurologe und Hochschullehrer
- Toyka, Victor (1875–1942), deutscher Industrieller
- Toyka, Viktor (* 1946), deutscher Flottillenadmiral

### Toyl
- Toylo, Alexis (* 1992), philippinischer Dartspieler
- Toyloy, Whitney (* 1990), Schweizer Schönheitskönigin, Miss Schweiz 2008

### Toyn
- Toynbee, Arnold (1852–1883), britischer Sozialökonom
- Toynbee, Arnold J. (1889–1975), britischer Kulturtheoretiker und GeschichtsphilosophArnold J. Toynbee (1889–1975)

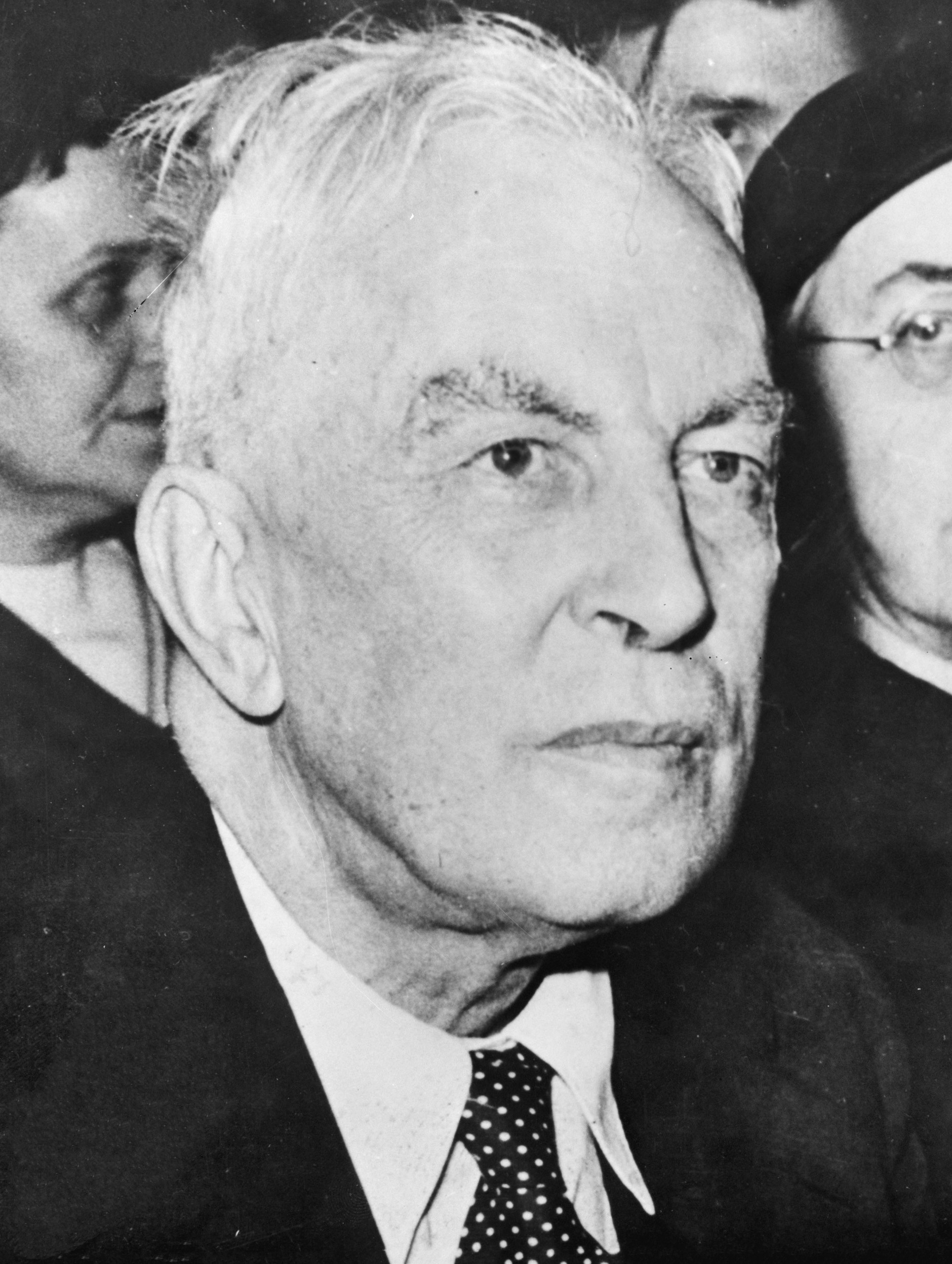
Arnold J. Toynbee (1889–1975)

- Toynbee, Jocelyn (1897–1985), britische Klassische Archäologin
- Toynbee, Joseph (1815–1866), englischer Hals-Nasen-Ohrenarzt
- Toynbee, Paget (1855–1932), britischer Romanist und Italianist
- Toynbee, Polly (* 1946), britische Journalistin und Bürgerrechtlerin
- Toyne, Fay (* 1943), australische Tennisspielerin
- Toyne, Jeff (* 1975), kanadischer Komponist

### Toyo
- Toyoda, Akio (* 1956), japanischer IndustriellerAkio Toyoda (* 1956)

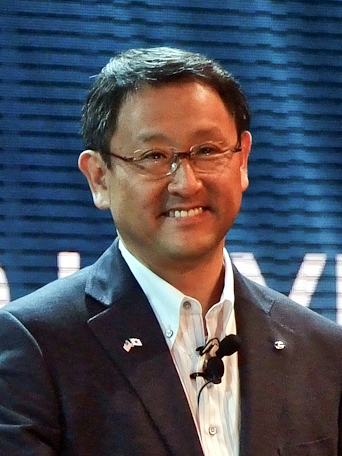
Akio Toyoda (* 1956)

- Toyoda, Ayumu (* 2000), japanischer Fußballspieler
- Toyoda, Eiji (1913–2013), japanischer Manager
- Toyoda, Hisakichi (1912–1976), japanischer Schwimmer
- Toyoda, Ken (* 2002), japanischer Hürdenläufer
- Toyoda, Kiichirō (1894–1952), japanischer Unternehmer
- Toyoda, Masaki (* 1998), japanischer Hürdenläufer
- Toyoda, Nayuha (* 1986), japanische Fußballspielerin
- Toyoda, Sakichi (1867–1930), japanischer Erfinder
- Toyoda, Shirō (1906–1977), japanischer Filmregisseur
- Toyoda, Shōichirō (1925–2023), japanischer Unternehmer
- Toyoda, Soemu (1885–1957), japanischer Admiral und Oberbefehlshaber der Vereinigten Flotte Japans
- Toyoda, Toshiaki (* 1969), japanischer Filmregisseur
- Toyoda, Yasuhiro (* 1976), japanischer Fußballspieler
- Toyoda, Yōhei (* 1985), japanischer Fußballspieler
- Toyofuku, Tomonori (1925–2019), japanischer Bildhauer
- Toyohara, Kunichika (1835–1900), japanischer Maler
- Toyokawa, Yūta (* 1994), japanischer Fußballspieler
- Toyomura, Shogo (* 1999), japanischer Fußballspieler
- Toyonoumi, Shinji (1965–2021), japanischer Sumōringer
- Toyooka, Hiroshi (* 1969), japanischer Radrennfahrer
- Toyosaki, Aki (* 1986), japanische Synchronsprecherin und Sängerin
- Toyosaki, Kōichi (1935–1989), japanischer Frankoromanist
- Toyoshima, Chikashi (* 1954), japanischer Biophysiker
- Toyoshima, Yoshio (1890–1955), japanischer Schriftsteller und Übersetzer
- Toyoshima, Yūsaku (* 1991), japanischer Fußballspieler
- Toyota, Toshio (* 1956), japanischer Sprinter
- Toyota, Yasuhisa (* 1952), japanischer Akustiker
- Toyotomi Kunimatsu (1608–1615), letztes Oberhaupt des japanischen Toyotomi-Klans
- Toyotomi, Hidetsugu (1568–1595), japanischer Shogun
- Toyotomi, Hideyori (1593–1615), japanischer Heerführer und Daimyō
- Toyotomi, Hideyoshi (1537–1598), japanischer Feldherr und PolitikerToyotomi Hideyoshi (1537–1598)

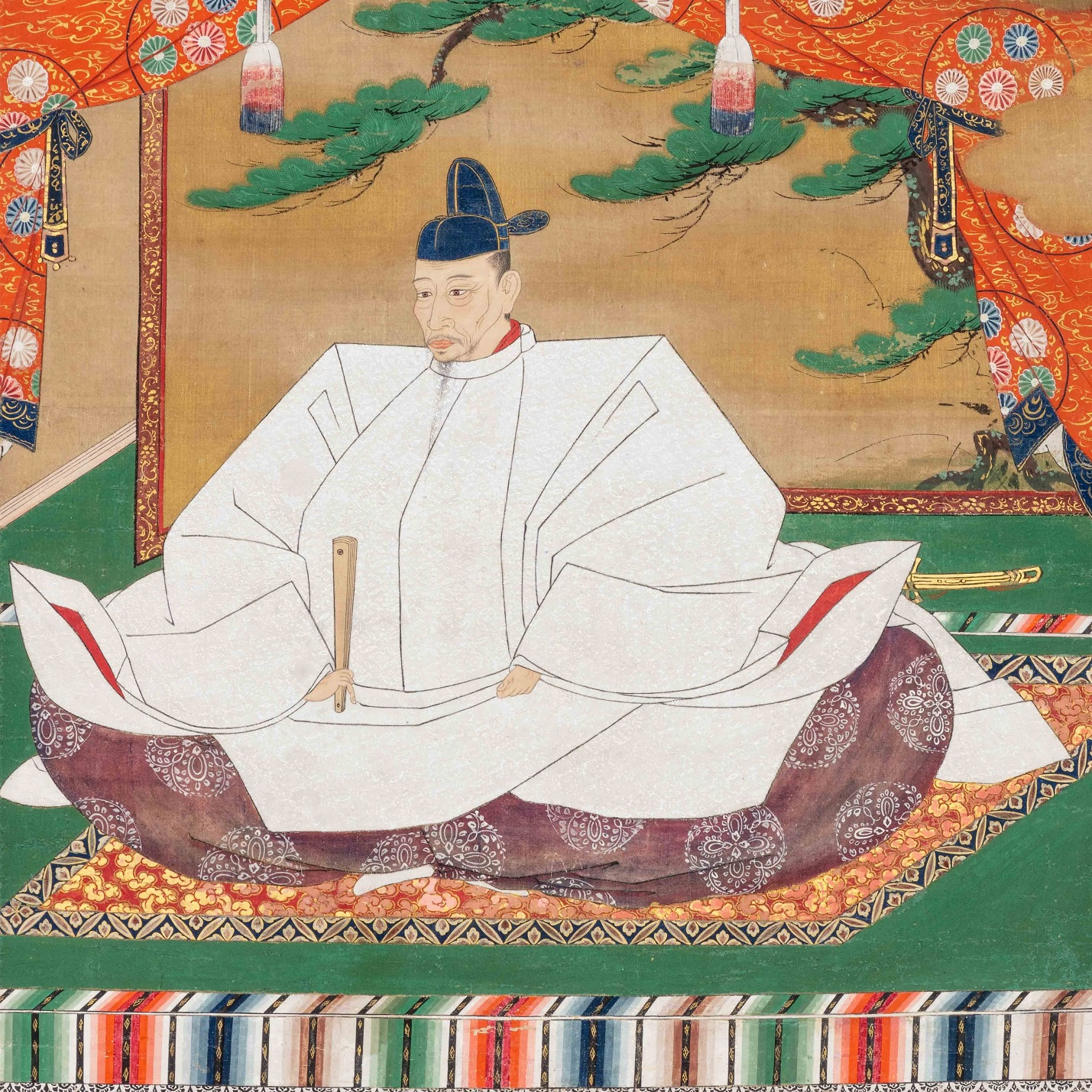
Toyotomi Hideyoshi (1537–1598)

- Toyozumi, Sabu (* 1943), japanischer Jazz- und Improvisationsmusiker (Perkussion, Schlagzeug)

### Toys
- Toys, Elsa for (* 1968), deutsche Designerin und Clubkünstlerin